# هنتر مور
هنتر مور (بالإنجليزية: Hunter Moore)‏ هو دي جيه ومدير موقع أمريكي، ولد في 9 مارس 1986 في ساكرامنتو في الولايات المتحدة.

## وصلات خارجية
- هنتر مور على موقع IMDb (الإنجليزية)